# Ципенюк, Юрий Михайлович
Юрий Михайлович Ципенюк (1938—2018) — советский и российский учёный-физик, доктор физико-математических наук, профессор кафедры общей физики МФТИ, ведущий научный сотрудник Института физических проблем имени П. Л. Капицы РАН.
Работал в МФТИ: доцент (1970), с 1978 профессор кафедры общей физики.

## Научная биография
Докторская диссертация:
- Исследование околопорогового фотоделения на микротроне : диссертация … доктора физико-математических наук : 01.04.16. — Москва, 1976. — 249 с. : ил.

Область научных интересов — физика деления атомных ядер, активационный анализ, нейтронография магнитных веществ, сверхпроводимость.
Соавтор открытия квадрупольного фотоделения чётно-чётных тяжёлых ядер (N 269 с приоритетом от 22 марта 1965 г., С. П. Капица, Ю. М. Ципенюк, Н. С. Работнов, Г. Н. Смиренкин, А. С. Солдатов, Л. Н. Усачёв). Экспериментально установлена неизвестная ранее закономерность подбарьерного фотоделения чётно-чётных ядер, заключающаяся в возрастании доли квадрупольной компоненты в области подбарьерных энергий и обусловленная зависимостью энергетических барьеров от квантовых характеристик делящихся ядер.
Умер в 2018 году. Прах захоронен в колумбарии на Донском кладбище.

## Из библиографии
Автор и соавтор 120 научных статей, учебных пособий по общей физике, в том числе:
- Принципы и методы ядерной физики / Ю. М. Ципенюк. — М. : Энергоатомиздат, 1993. — 346,[2] с. : ил.; 21 см; ISBN 5-283-04007-0
- Фундаментальные и прикладные исследования на микротроне / Ю. М. Ципенюк. — Москва : Физматлит, 2009. — 424 с. : ил., табл.; 22 см; ISBN 978-5-9221-1035-8 (в пер.)

Учебники и учебные пособия
- Экспериментальные основы ядерной физики : [учеб. пособие] / Ю. М. Ципенюк. — М. : МФТИ, 1983. — 79 с. : ил.; 20 см.
- Физические основы сверхпроводимости : учеб. пособие по курсу общ. физики МФТИ / Ю. М. Ципенюк. — М. : Изд-во МФТИ, 1996. — 93,[1] с. : ил.; 21 см; ISBN 5-89155-008-3
- Квантовая микро- и макрофизика : учеб. пос. для студ. ВУЗов … по напр. «Прикладные математика и физика» / Ю. М. Ципенюк. — Москва : Физматкнига, 2006. — 638 с. : ил., табл.; 22 см. — (Серия «Физика» / МФТИ).; ISBN 5-89155-151-9 (В пер.)
- Физические основы сверхпроводимости : учеб. пособие по курсу общ. физики МФТИ / Ю. М. Ципенюк. — 2. изд., испр. и доп. — М. : Изд-во МФТИ : Физматкнига, 2003 (ППП Наука АИЦ Наука РАН). — 158, [1] с. : ил.; 21 см; ISBN 5-89155-099-7 (в обл.)
- * Основы физики : Курс общ. физики : Учеб. для студентов вузов / В. Е. Белонучкин, Д. А. Заикин, Ю. М. Ципенюк; Под ред. Ю. М. Ципенюка. — М.: Физматлит, 2001. — 24 см. — (Технический университет).; ISBN 5-9221-0163-3
- Основы физики : курс общей физики : учебник для студентов вузов [в 2 т.] / А. С. Кингсеп, Г. Р. Локшин, О. А. Ольхов; под ред. А. С. Кингсепа. — Москва : Физматлит, 2001-. — 25 см. — (Технический университет).  Т. 2: Квантовая и статистическая физика. Термодинамика /  В. Е. Белонучкин, Д. А. Заикин, Ю. М. Ципенюк. — 2007. — 608 с. : ил.; ISBN 978-5-9221-0754-9
- Лабораторный практикум по общей физике. Квантовая физика: учеб. пос. для студ. ВУЗов … по направл. «Прикладные математика и физика» / Ф. Ф. Игошин, Ю. А. Самарский, Ю. М. Ципенюк; под ред. Ю. М. Ципенюка. — Изд. 3-е, испр. и доп. — Москва: Физматкнига, 2012. — 461, [2] с. : ил., табл.; 21 см. — (МФТИ. Серия «Физика»).; ISBN 978-5-89155-206-7 (в пер.)